# 贾兰坡
贾兰坡（1908年11月25日—2001年7月8日），河北省唐山市玉田县人，中國古人类学家、地質學家。歷任中國科學院古脊椎動物與古人類研究所副研究員、研究員、學術委員及中國社會科學院考古研究所學術委員。他因發現「北京人」遺址的貢獻巨大而被後世尊稱「北京人之父」。上海復旦大學文物與博物館學系教授陳淳是他的學生。

## 生平
賈蘭坡1929年畢業於北京匯文中學，其後於1931年考入中國地質調查所新生代研究室，並參與周口店北京人遺址的發掘工作。1935年，賈蘭坡接替中國另一名著名考古學家、古生物學家裴文中的考古工作，繼續主持發掘周口店的遺址。一年後，他連續發現了三個比較完整的北京人人頭蓋骨。但是，在抗日戰爭期間僅有的五個北京人頭蓋骨由美國海軍陸戰隊護送到秦皇島後全數丟失，至今依然下落不明。此外，因為日本侵華，他存放在北京協和醫院裡的周口店出土的67箱動物化石被日軍拖到城根下焚毀。隨著1949年中華人民共和國的成立，賈蘭坡仍然對北京人時代、生活環境和文化的性質進行深入研究，而且多次在周口店帶領和主持了新的發掘。1980年，賈蘭坡当选为中国科学院学部委员，更於1994年当选为美国国家科学院外籍院士。2001年3月17日，賈蘭坡突發腦溢血，於19日住進了北京醫院神經內科監護室，惜於同年7月8日中午11時44分因腦溢血併發多臟器衰竭病逝，享年92歲。其火化後的骨灰葬於北京西南郊周口店龍骨山上「北京人」遺址附近，鄰近首個發現北京猿人頭蓋骨化石的考古學家裴文中的墓地。追悼會於同月16日在北京八寶山革命公墓禮堂舉行。為了尋找北京人頭蓋骨的下落，他曾在病故前聯合13名中國科學院院士寫了一封公開信，呼籲全世界幫忙找尋失落超過半個世紀的頭蓋骨化石。同年，賈蘭坡的四個子女引起遺產糾紛案。而案件拖至2003年10月30日上午在北京西城區人民法院開庭審理。據悉，他們是為了爭奪賈氏生前留下的遺產，包括外幣存款折合10萬元人民幣和自己曾花5萬元錢買下位於北京西城區三裡河路的中國科學院古脊椎所宿舍總面積有110平方米的公有住房、一對瓷瓶子及有關其生前作品等資料。

## 北京人頭蓋骨化石
北京人頭蓋骨化石在1941年太平洋戰爭爆發後失去蹤影，促使賈蘭坡在內的14名中國科學院資深院士發起「世紀末大尋找」活動尋找化石的下落。同時，他又成立北京人頭蓋骨工作化石委員會以追尋化石的去向。據了解，北京人頭蓋骨化石有可能埋在建造於20世紀40年代、被日軍徵用的一艘日本遠洋油輪「阿波丸」。而該油輪已於1945年4月1日被巡航的美軍潛水艦襲擊沈沒。
1996年，有個日本老兵臨死前，向中國有關部門傳遞消息，稱化石埋在日壇公園的一棵鬆樹下，這顆鬆樹還做了特殊記號。”談及那次挖掘，賈玉彰回憶到，“開始大家都不信，但確實找到了那棵鬆樹。
1996年5月，中國科學院地球物理研究所電震探測組亦在北京朝陽的日壇公園一帶進行了兩次高密度的電法、面波和多道淺層地震法的探測。但仍然無法找到化石。對於化石的下落，學者都有不同的說法。除了上述的說法，有些學者指北京人頭蓋骨化石也有可能埋在原美駐北平領事館、天津美兵營、日軍船隻「裡斯本丸」以及美國海軍陸戰隊船隻「哈里遜總統號」。

## 著名的考古發掘
- 1936年至1940年代周口店遺址的發掘
- 1954年主持丁村遺址的發掘
- 1959年主持匼河遺址的發掘
- 1960年代和70年代主持了西侯度文化、峙峪文化和許家窯人遺址的研究工作

## 家庭
賈蘭坡育有四名子女，包括大女兒賈玉茹、二女兒賈玉莊、三兒子賈彧彰、小兒子賈玉蒔。